# Río Patía
El río Patía es un río en el suroccidente de Colombia; es el más largo de la región Pacífica colombiana. Se extiende a lo largo de 400 km de recorrido, de los cuales los últimos 90 km son navegables. 
El río fluye en dirección sur, nace en el volcán Sotará, a 4580 metros de altura, como río Timbío, y a partir de la conﬂuencia de este con el Quilcacé, en la vereda el Hoyo del municipio de Patía (departamento de Cauca) a 820 m s. n. m., adopta el nombre de Patía, formando el valle del mismo nombre entre las cordilleras Central y Occidental. En su recorrido abarca los departamentos de Cauca y Nariño, alcanzando una longitud aproximada de 400 km (de los cuales los últimos 90 km son navegables) y abarcando una hoya hidrográﬁca con una extensión cercana a los 24 000 km². Sale a la llanura del Pacífico a través de un profundo corte de la cordillera Occidental llamado Hoz de Minamá, al norte de Nariño.

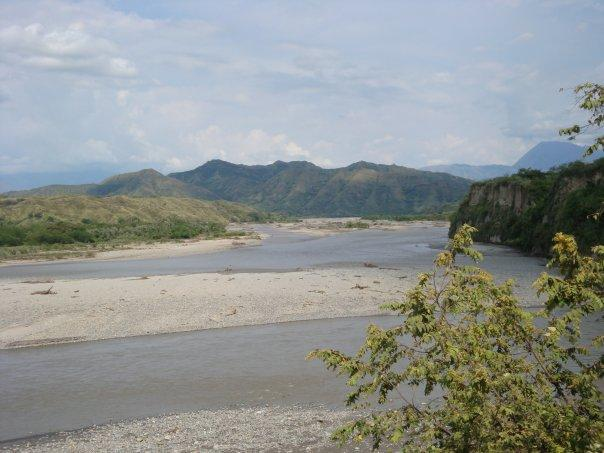
Valle del Patía

Es considerado el segundo río más caudaloso del litoral Pacíﬁco colombiano (después del San Juan) y el primero en extensión de esta cuenca; las cuencas alta y media que drenan los valles interandinos entre Popayán y Tulcán quedaron aisladas de la cuenca baja por el levantamiento paulatino de la cordillera Occidental en la zona encañonada de la Hoz de Minamá, que constituye una barrera para la migración de muchas de las especies desde la vertiente del Pacífico.
Forma un amplio delta en su desembocadura en el Océano Pacíﬁco, con una extensión aproximada de 5000 km² al cual se le conoce como Bocas de Guandipa. A lo largo de su curso recibe numerosos aﬂuentes como los ríos Guachicono, Mayo, Juanambú, Patía Viejo, Guáitara, Telembí, Magüí, Mamaconde, Dos Ríos, San  Pablo, Piusbí y Nansalví.

## Actividad económica
El río Patía es notable tanto por su caudal abundante como por la riqueza en oro que alberga, lo cual constituye una de las principales actividades económicas de la región. 
Además, en sus riberas se encuentran extensas plantaciones de cacao y banano, que aprovechan sus aguas para el riego.

## Problemática social
La violencia en la región comenzó a intensificarse a finales de los años 90, cuando los grupos armados empezaron a cultivar coca. Los enfrentamientos entre las FARC que llegaron a la zona en 1985 con el Frente 29 “Alonso Arteaga” y las Autodefensas, cuyo Bloque Libertadores del Sur arribó en 1999, marcaron el inicio de un período particularmente violento. A esto se sumó la llegada de bandas criminales como Los Rastrojos y las Águilas Negras en 2009.
En Bocas de Satinga, cabecera municipal de Olaya Herrera, Nariño, entre los años 2001 y 2004, la población dejó de consumir pescado del río Patía. Los cadáveres que bajaban por el río Patía hicieron imposible que los habitantes siguieran pescando en sus aguas. El conflicto y los cuerpos arrastrados por el río se incrementaron cuando las facciones armadas comenzaron a disputar el control del cultivo de coca en la región.

## Problemática ambiental

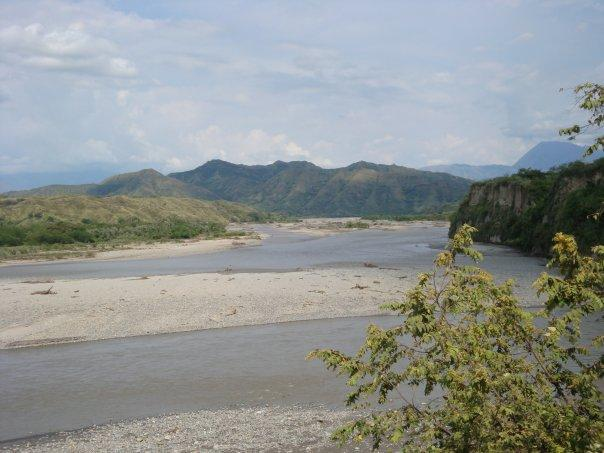
Valle del Río Patía.

El río Patía ha sufrido graves afectaciones debido a la sequía, un problema exacerbado por la contaminación y la deforestación en su cuenca. La tala indiscriminada de árboles ha reducido la capacidad del suelo para retener agua, lo que, junto con la contaminación por residuos agrícolas, industriales y domésticos, ha impactado significativamente la calidad del agua y el ecosistema del río.
A estas problemáticas se suma la minería ilegal, que se realiza sin las medidas de control necesarias para proteger el medio ambiente. La extracción de oro y otros minerales mediante técnicas como el uso de mercurio y cianuro ha generado un deterioro considerable en los ecosistemas acuáticos, contaminando el agua y alterando los hábitats de especies nativas. Además, la minería ilegal contribuye a la erosión de las riberas del río y al desvío de sus aguas, agravando la sequía y afectando la disponibilidad de recursos hídricos para las comunidades que dependen del Patía para la agricultura, la pesca y el consumo diario.

### El canal Naranjo
En 1973, la sociedad Maderos Naranjo construye un canal para conecta la parte baja del río con la cuenca del Sanquianga. Tras la creciente de 1974, el dique que contiene el canal se rompe, y las aguas del Patía fluyen libres hacia el norte. El ancho del canal pasa de 20 a 350 metros, y el del río Sanquianga de 50 a 800 metros, formando un nuevo sistema fluvial conocido como Patianga. Los intentos por cerrar el canal han sido infructuosos, causado inundaciones y sedimentación en el municipio de Olaya Herrera, y erosión en el delta original del río Patía.